# Восточный Таиланд

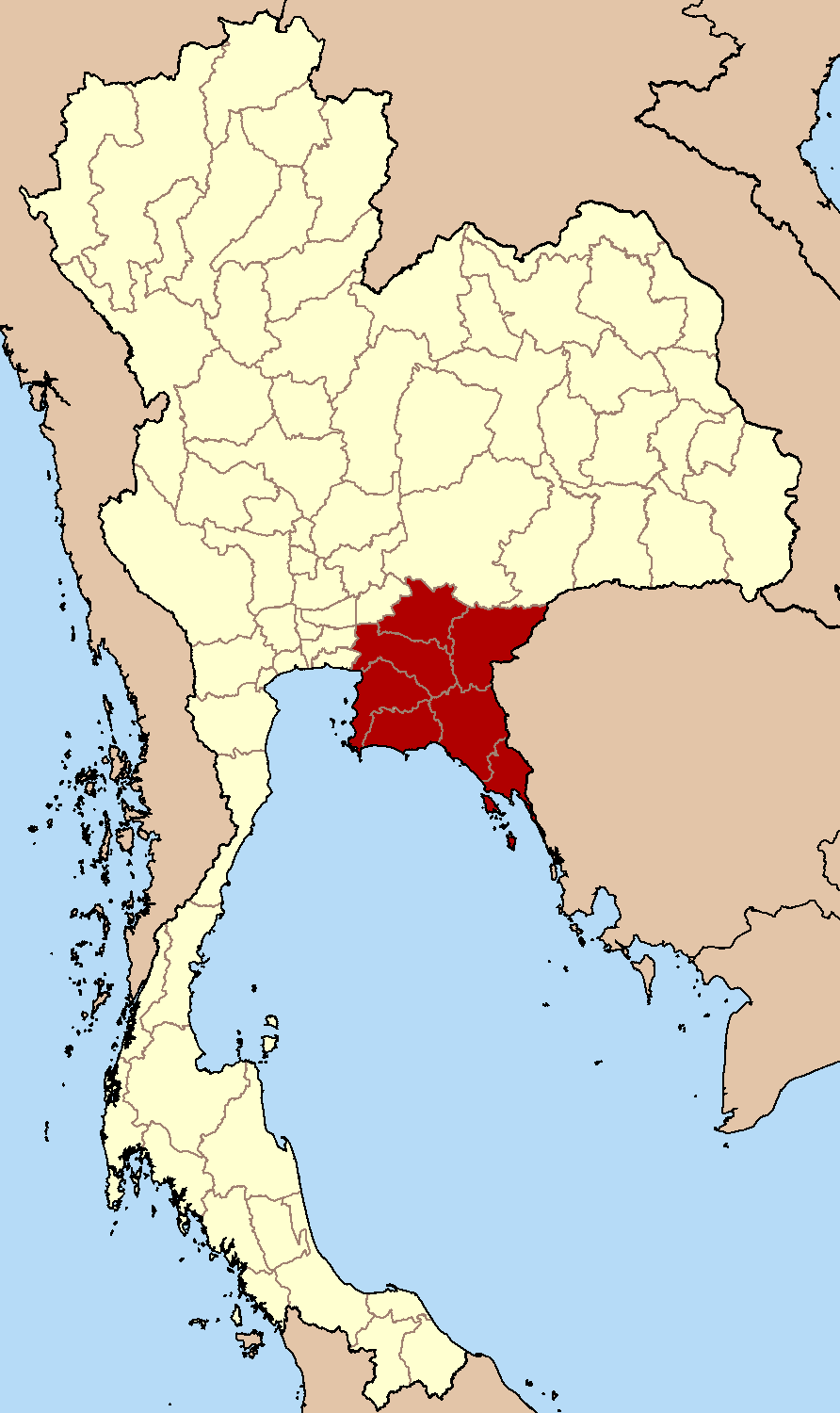
Восточный Таиланд в соответствии с делением на 6 регионов

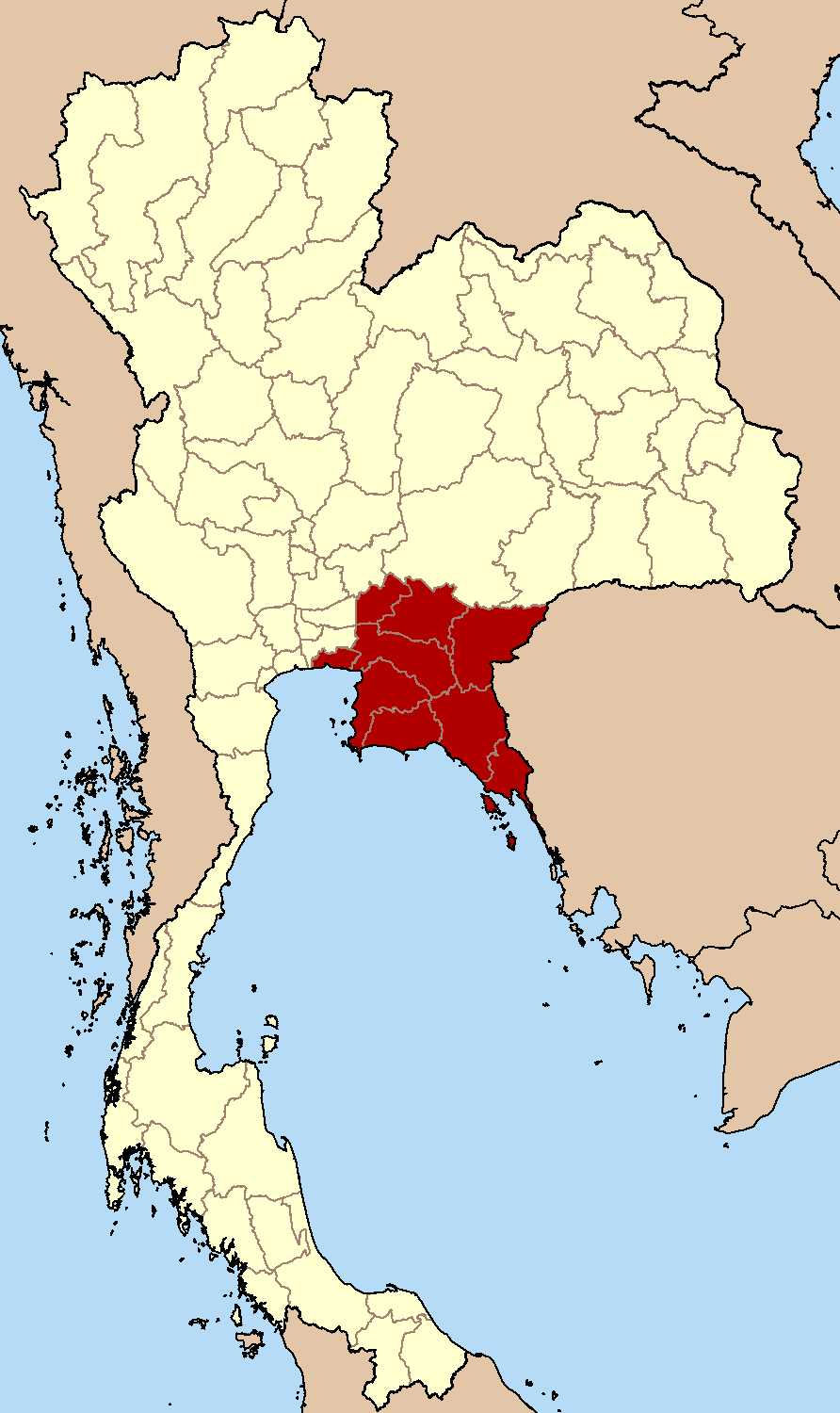
Экономическая карта Восточного Таиланда

Восто́чный Таила́нд (тайск. ประเทศไทยภาคตะวันออก) — регион в Таиланде. На востоке граничит с Камбоджей, а на западе с Центральным Таиландом.

## География и экономика
Рельеф региона характеризуется невысокими горными хребтами, которые чередуются с небольшими бассейнами рек, впадающих в Сиамский залив.
Выращивание фруктов является основным компонентом сельского хозяйства в регионе. Важную роль в экономике играет туризм.
У восточного побережья Таиланда есть несколько островов, таких как Ко Сичанг, Ко Лан, Ко Самет и Ко Чанг.

## Административное деление
В соответствии с делением Таиланда на 6 регионов, Восточный Таиланд включает в себя 7 провинций:
1. Чаченгсау (ฉะเชิงเทรา);
2. Чантхабури (จันทบุรี);
3. Чонбури (ชลบุรี);
4. Прачинбури (ปราจีนบุรี);
5. Районг (ระยอง);
6. Сакэу (สระแก้ว);
7. Трат (ตราด).